# Мокра (Бела Паланка)
Мокра је насеље у Србији у општини Бела Паланка у Пиротском округу. Према попису из 2022. било је 186 становника (према попису из 1991. било је 402 становника). Током лета број људи у селу се вишеструко повећа, због туриста који долазе из свих крајева земље и света. Мокра је позната по фантастичној природи, „Најдановом кругу“ и чувеном купалишту „Врело“. Такође, познато је да у ово село долази мноштво младих људи, жељних добре забаве и активног одмора.
Овде се налази Мокрањско врело.

## Положај
Село лежи под Равништем у подножју Суве планине и у долини Мокрањске реке. Смештено је по косама; Росуљи на истоку и Балвану на западу. Долину Мокрањске реке са запада затварају падине Чуке, чија темена зараван одговара Малом Курилу а са истока тераса Коритничке реке од 60м. На темену те терасе а на висини од 380м лежи део села који се зове Кујин Дел. Од њега потоком Долом, који тече од истока према западу управно на Мокрањску реку у коју утиче у Мокри, од села је одвојена махала Прогон смештена на ступњевитим падинама Големог Камена, последњег кречњачког изданка Суве планине који се најниже спушта у мокрањско проширење и затвара пролом Мокрањског Врела на југу. У селу се служе водом са Мокрањског врела, чесама, извора и бунара: Шопа, Пландиште, Света Петка, Големо Дрво, Мутавин Кладенац, Радин Трн, Гушевац, Кујин Дел.
Границе сеоског атара: Лазиње, Големо Дрво, Рије.
Село је збијеног типа, куће су ушорене око сеоских путева и у долини и на Кујин Делу. Разликују се ови крајеви: Сред Село, Кујин Дел, Расуља, Мала, Прогон, Ново Насеље.

## Прошлост
У Мокри је отворена школа у турско време половином 19. века. Први учитељ је био Ђорђе Ранчић из Брезника, којем су родитељи плаћали месечно по цванцик од детета, био је врло способан. Ђака је било око 20, а школа се налазила у кући чорбаџи Јоце Веселиновића, једног од родитеља. У учионици су скамије а под земљани. Испред клупа налазио се учитељев кревет који је ту ноћи спавао а дању седео и учио децу. Одсутног учитеља је замењивао најбољи ђак којег су звали "калфа". Радило се по "црквенски", без разреда, али са предметима: Буквар, Часловац, Псалтир, Рачун и Црквено певање. Пре подне се у школи читало, а поподне рачунало. Учитељ Ђорђе је након две године прешао у Белу Паланку, где се оженио да би се вратио у родно село, где се и запопио. По одласку Ранчићевом месна школа није радила двадесет година, све док у њу није дошао нови учитељ Мина-Минча Боцић, родом из Гламе. Манча је радио годину дана и то лоше, а завршио је у белој Паланци као бојаџија. Њега је заменио Димитрије Миленковић звани "криви Димитрије", јер је био сакат једну ногу. После 3-4 године рада у Мокри, отишао је последњи учитељ у турском добу, као и сви претходници у Паланку.

## Демографија
У насељу Мокра живи 167 пунолетна становника, а просечна старост становништва износи 52,2 година (52,6 код мушкараца и 51,5 код жена). У насељу има 91 домаћинства, а просечан број чланова по домаћинству је 2,00.
Ово насеље је углавном насељено Србима (према попису из 2002. године), а у последња три пописа, примећен је пад у броју становника.
Порекло становништва, родови: Крстинци, Пејчовци, Петринци, Петровци, Ђуринци, Огњановци, Чућинци, Гаргинци, Раминци, Чурулунџи, Жеринци, Ђоринци, Јаицинци, Павловци, Ђорговци, Бабаџинци, Ракинци, Ровелци, Пузинци, Косиламовци, Пејинци, Поповци, Џунинци, Јеришовци, Аранђеловци, Ристићи, Стојковићи, Кађоринци, Величковци, Милутиновци, Чакавци, Панчићи, Михајловићи, Чорбановци.
Сеоска слава је Света Параскева.
|  |

| Демографија | Демографија | Демографија |
| Година      | Становника  | Становника  |
| ----------- | ----------- | ----------- |
| 1948.       | 1.481       |             |
| 1953.       | 1.431       |             |
| 1961.       | 1.082       |             |
| 1971.       | 714         |             |
| 1981.       | 555         |             |
| 1991.       | 402         | 401         |
| 2002.       | 315         | 316         |
| 2011.       | 247         |             |
| 2022.       | 186         |             |

| Етнички састав према попису из 2002.‍ | Етнички састав према попису из 2002.‍ | Етнички састав према попису из 2002.‍ | Етнички састав према попису из 2002.‍ | Етнички састав према попису из 2002.‍ |
| ------------------------------------ | ------------------------------------ | ------------------------------------ | ------------------------------------ | ------------------------------------ |
|                                      |                                      |                                      |                                      |                                      |
| Срби                                 | Срби                                 |                                      | 275                                  | 87,30%                               |
| Роми                                 | Роми                                 |                                      | 37                                   | 11,74%                               |
| Хрвати                               | Хрвати                               |                                      | 1                                    | 0,31%                                |
| Бугари                               | Бугари                               |                                      | 1                                    | 0,31%                                |
| непознато                            | непознато                            |                                      | 1                                    | 0,31%                                |

| Година пописа     | 1948. | 1953. | 1961. | 1971. | 1981. | 1991. | 2002. |
| ----------------- | ----- | ----- | ----- | ----- | ----- | ----- | ----- |
| Број домаћинстава | 242   | 253   | 272   | 250   | 228   | 172   | 143   |

| Број чланова      | 1  | 2  | 3  | 4 | 5 | 6 | 7 | 8 | 9 | 10 и више | Просек |
| ----------------- | -- | -- | -- | - | - | - | - | - | - | --------- | ------ |
| Број домаћинстава | 58 | 47 | 15 | 8 | 9 | 5 | 0 | 0 | 0 | 1         | 2,20   |

| Пол    | Укупно | Неожењен/Неудата | Ожењен/Удата | Удовац/Удовица | Разведен/Разведена | Непознато |
| ------ | ------ | ---------------- | ------------ | -------------- | ------------------ | --------- |
| Мушки  | 144    | 37               | 80           | 22             | 5                  | 0         |
| Женски | 140    | 16               | 77           | 41             | 6                  | 0         |
| УКУПНО | 284    | 53               | 157          | 63             | 11                 | 0         |

| Пол    | Укупно                    | Пољопривреда, лов и шумарство | Рибарство                            | Вађење руде и камена | Прерађивачка индустрија       |
| ------ | ------------------------- | ----------------------------- | ------------------------------------ | -------------------- | ----------------------------- |
| Мушки  | 53                        | 8                             | 0                                    | 1                    | 18                            |
| Женски | 23                        | 2                             | 0                                    | 0                    | 5                             |
| УКУПНО | 76                        | 10                            | 0                                    | 1                    | 23                            |
| Пол    | Производња и снабдевање   | Грађевинарство                | Трговина                             | Хотели и ресторани   | Саобраћај, складиштење и везе |
| Мушки  | 1                         | 6                             | 3                                    | 0                    | 1                             |
| Женски | 0                         | 0                             | 2                                    | 1                    | 0                             |
| УКУПНО | 1                         | 6                             | 5                                    | 1                    | 1                             |
| Пол    | Финансијско посредовање   | Некретнине                    | Државна управа и одбрана             | Образовање           | Здравствени и социјални рад   |
| Мушки  | 0                         | 0                             | 3                                    | 4                    | 0                             |
| Женски | 0                         | 0                             | 1                                    | 2                    | 1                             |
| УКУПНО | 0                         | 0                             | 4                                    | 6                    | 1                             |
| Пол    | Остале услужне активности | Приватна домаћинства          | Екстериторијалне организације и тела | Непознато            | Непознато                     |
| Мушки  | 1                         | 0                             | 0                                    | 7                    | 7                             |
| Женски | 0                         | 0                             | 0                                    | 9                    | 9                             |
| УКУПНО | 1                         | 0                             | 0                                    | 16                   | 16                            |